# La Sinistra (quotidiano)
la Sinistra, quotidiano di opposizione, organo del Movimento Lavoratori per il Socialismo (MLS), uscì in formato quotidiano dal 9 febbraio al 8 giugno 1979 ed in formato settimanale fino al maggio 1981, quando già da un anno l'MLS era confluito nel Partito di Unità Proletaria per il Comunismo. L'uscita fu preceduta dalla pubblicazione del numero 0 il 26 gennaio e del numero 0/0 il 2 febbraio.
Direttore responsabile era Enrico Bono e condirettore Raffaele De Grada.

## Storia
La nascita del quotidiano fu preceduta da ampia diffusione presso l'organo del partito Fronte Popolare nel quale da tempo era stata lanciata la sottoscrizione nei confronti dei militanti per la raccolta della somma necessaria alla sopravvivenza del nuovo giornale.
Nell'area cosiddetta "ultrasinistra" o "extraparlamentare", cioè alla sinistra del P.C.I., esistevano già tre quotidiani: il manifesto, nato nel 1971 (precedentemente, dal 1969 come mensile), Lotta Continua, nato nel 1972 (continuerà le pubblicazioni a stampa fino al 1982) e il Quotidiano dei Lavoratori, fondato nel 1974 (pubblicato come quotidiano fino al giugno 1979 e come settimanale fino al 1982). Nel 1979 uscirà, oltre a la Sinistra anche Ottobre, a partire dal 21 gennaio a Firenze, organo del Partito Comunista d'Italia (marxista-leninista), e cesserà le pubblicazioni dopo appena 30 numeri il 25/26 febbraio. In quell'anno uscirono in edicola ben cinque quotidiani con l'ambizione di rappresentare l'area rivoluzionaria e della nuova sinistra.
la Sinistra, nelle sue 16 pagine formato tabloid, con una tiratura di 50 000 copie con la previsione di venderne almeno 15.000, pubblicò articoli di militanti, giornalisti, esperti in varie materie e collaboratori a vario titolo, tra i quali: Michele Achilli, Mietta Albertini, Gianfranco Amendola, Paolo Aziani, Marco Bacci, Angelo Baracca, don Franco Barbero, Sandro Bastasi, Cristina Bay, Nino Bertoloni Meli, Milly Buonanno, Alberto Cadioli, Sandro Canestrini del Movimento nonviolento, Franco Catalano, Sandro Cerquetti, Roberto Cicciomessere, Giovanni Cominelli, Giovanni D'Agostino, Raffaele De Grada, Mario De Luca, Domenico De Masi, Rina Durante, Liliano Frattini, Vincenzo Gasparro, Filippo Gentiloni, Paolo Gentiloni, Giovanna Grignaffini, Fabio Guzzini, Ferruccio Marotti, Fawzia Mascheroni, Ernesto Mascitelli, Roberto Mutti, Gabriele Nissim, Ottavio Olita, Michele Pantaleone, Lorenzo Pellizzari, Leonardo Quaresima, Libero Riccardelli, Giuliana Sgrena, Marco Taradash, Franco Volpi.
Tra gli articoli di particolare rilievo, pubblicati nel giornale, possiamo citare:
- Alla ricerca del nuovo volto della rivoluzione di Amedeo Vigorelli (ed. del 9 febbraio)
- La crisi del folk di Pietro Clemente (ed. del 10 febbraio)
- Mezzo secolo di Concordato con articoli di Marco Pannella, Emanuele Tortoreto e una intervista a Stefano Rodotà (ed. del 11 febbraio)
- Gli irriducibili profeti dell'autonomia del politico di Luisa Bertolini e Ulianova Radice (ed. del 15 febbraio)
- Gli intellettuali, la sinistra e la questione meridionale di Michele Pantaleone (ed. del 18 febbraio)
- Quando la fantasia non vuole consolare. Gli indios, le Ande, la poesia di Antonio Melis (ed. del 21 febbraio)
- Lo scandalo delle armi italiane vendute al Sudafrica di Alberto Tridente (ed. del 21 febbraio)
- Filosofia e coscienza critica di Mario Dal Pra (ed. del 22 febbraio)
- Lotta continua: il "male oscuro" della politica di Costanzo Preve (ed. del 23 febbraio)
- A Praga il clima di occupazione è sempre più pesante di Jiří Pelikán (ed. del 24 febbraio)
- Messer lo Diavolo ovvero l'altra faccia del Sacro, articoli di Pietro Clemente e Aldo Bodrato (ed. del 2 marzo)
- Dove e come fa presa il potere di Pier Aldo Rovatti (ed. del 3 marzo)
- Franco Pinna e il fotogiornalismo di Uliano Lucas (ed. del 16 marzo)

e le interviste:
- Africo o del Meridione, a colloquio con Corrado Stajano di Nando dalla Chiesa (ed. del 9 febbraio)
- I mass-media e l'effetto fiaba, intervista a Umberto Eco di Gianni Barbacetto (ed. del 16 febbraio)
- L'economia socialista, intervista a Charles Bettelheim di Giovanna Fabbri (ed. del 18 febbraio)
- La responsabilità della musica, colloquio con Luciano Berio di Alessandro Melchiorre (ed. del 20 febbraio)
- Potenzialità e caratteri del movimento del '77, intervista a Salvatore Sechi di Pier Francesco Bernardi e Davide Ferrari (ed. del 11 marzo)
- Nel Numero zero era presente un'intervista ad Umberto Eco, allora al DAMS di Bologna.

Il giornale pur nella sua vita breve contribuì al profondo cambiamento del MLS che lo portò nella politica "maggiore" e nelle istituzioni, non solo nei movimenti. Da registrare anche alcune critiche di varia estrazione ed opinione..